# 彼得·雷德福
彼得·雷德福（英語：Peter Radford，1939年9月20日—），英国男子田径运动员，主攻短跑。他曾代表英国参加1960年和1964年夏季奥林匹克运动会田径比赛，其中1960年奥运会获得二枚铜牌。